# Myronivka
Myronivka (em ucraniano:  Миронівка) é uma cidade da Ucrânia, situada no Oblast de Kiev. Tem 11,5 km² de área e sua população em 2020 foi estimada em 11.395 habitantes.

## Economia
A grande empresa de produção "Myronivskyi Khliboprodukt" possui instalações na cidade que incluem a avicultura, e ração animal.

A cidade abriga um hospital e é servida por uma estação de trem que recebe dezenas de trens diariamente.